# Aglaia angustifolia
Aglaia angustifolia é uma espécie de planta na família Meliaceae. É encontrada em Filipinas, Brunei, Malásia e Indonésia.